# Halecium reduplicatum
Halecium reduplicatum is een hydroïdpoliep uit de familie Haleciidae. De poliep komt uit het geslacht Halecium. Halecium reduplicatum werd in 1935 voor het eerst wetenschappelijk beschreven door Fraser. 